# 藤沢村 (埼玉県入間郡)
藤沢村（ふじさわむら）は埼玉県の南西部、入間郡に属していた村。

## 地理
- 河川：不老川

## 歴史
- 1889年（明治22年）4月1日 町村制施行により、上藤沢村、下藤沢村が合併し入間郡藤沢村が成立する[1]。
- 1956年（昭和31年）9月30日 豊岡町、宮寺村、金子村、西武町の一部（旧東金子村）と合併し武蔵町を新設する。

## 交通

### 鉄道
- 西武鉄道
  - 池袋線：武蔵藤沢駅